# 偏心叶柃
偏心叶柃（学名：Eurya inaequalis）为山茶科柃木属下的一个种。

## 扩展阅读
- 維基物種上的相關：偏心叶柃